# Rezerwat Południowouralski
Rezerwat Południowouralski (ros. Южно-Уральский государственный природный заповедник) – ścisły rezerwat przyrody (zapowiednik) w Rosji, największy na terenie Uralu Południowego, znajdujący się w Republice Baszkortostanu (rejon biełoriecki) i obwodzie czelabińskim. Jego obszar wynosi 2528 km². W 2000 roku został zakwalifikowany przez BirdLife International jako ostoja ptaków IBA.
Rezerwat został utworzony 1 czerwca 1979 roku. Powstał w celu zachowania wyjątkowych kompleksów naturalnych południowego Uralu – górskich lasów, wysokogórskich zbiorowisk roślinnych i bagien.

## Opis
Ponad 90% obszaru rezerwatu znajduje się w Republice Baszkortostanu. Obejmuje on najwyższe pasma Uralu Południowego (Jamantau – 1640 m n.p.m.). W całości znajduje się na terenie prawobrzeżnego dorzecza rzeki Biełaja.

## Przyroda
Lasy pokrywają 89% obszaru rezerwatu. Występują tu 4 gatunki drzew iglastych i 10 gatunków drzew liściastych. Od 1100 do 1200 m n.p.m. rosną karłowate lasy świerkowe, lasy brzozowe i lasy brzozowo-świerkowe. Obszar powyżej 1200 m n.p.m. zajmuje tundra górska. 
W rezerwacie zamieszkuje dużo łosi, ich liczba sięga od 400 do 700 osobników. Jest też dużo niedźwiedzi brunatnych (około 150 osobników), a także wilków. rysi i borsuków. Największe rzeki rezerwatu zamieszkują wydry i bobry. Fauna ptaków składa się głównie z ptaków leśnych (cietrzewie) oraz, w znacznie mniejszym stopniu, z ptaków wodno-błotnych. 

## Klimat
Klimat rezerwatu jest kontynentalny. Średnia temperatura roczna powietrza wynosi 1,5 °C. Najcieplejszym miesiącem jest lipiec (średnia miesięczna temperatura wynosi 17 °C).
W rezerwacie występuje średnio rocznie 667 mm opadów. 